# Kovács Sándor (matematikus)
Kovács Sándor (Kolozsvár, 1944. augusztus 13. – Kolozsvár, 2021. június 20.) matematikus, számítástechnikai szakíró.

## Életútja
Szülővárosában érettségizett (1962), a Babeș–Bolyai Tudományegyetemen matematika szakos oklevelet szerzett (1967). Pályáját a Román Akadémia Számítási Intézetének kolozsvári fiókjánál kezdte (1967–71), majd szintén Kolozsváron a Számítástechnikai Kutató Intézet (ITC) tudományos kutatója. A Matematikai Lapok szerkesztői munkaközösségének tagja (1975–1991), az informatika rovat vezetője. Szakírásai hazai és külföldi szaklapokban vagy gyűjteményes kötetekben jelennek meg (Studii și Cercetări Matematice, 1971; Wissenschaftliche Zeitschrift für Elektrotechnik, Leipzig 1971/17; Mathematica, Kolozsvár 1971/13; 1976/18; Lucrările celei de-a 7-a consfătuiri științifice a Direcției Centrale de Statistică, 1972).

## Magyar nyelvű kötetei
- Kovács Sándor–Nagy Baka György: A számítógépek operációs rendszere; Dacia, Kolozsvár-Napoca, 1979 (Antenna)
- A PL/1 programozási nyelv alapjai (szerzőtárs Nagy Baka György, 1983)